# Zihlschlacht
Zihlschlacht ist eine ehemalige Orts- und Munizipalgemeinde und eine Ortschaft in der Gemeinde Zihlschlacht-Sitterdorf des Bezirks Weinfelden des Kantons Thurgau in der Schweiz. Zihlschlacht liegt an der Strasse von Bischofszell nach Amriswil.
Am 1. Januar 1997 fusionierte Zihlschlacht zur politischen Gemeinde Zihlschlacht-Sitterdorf. Die Munizipalgemeinde Zihlschlacht bestand von 1803 bis 1996 aus den Ortsgemeinden Schocherswil, Sitterdorf und Zihlschlacht.

## Geschichte

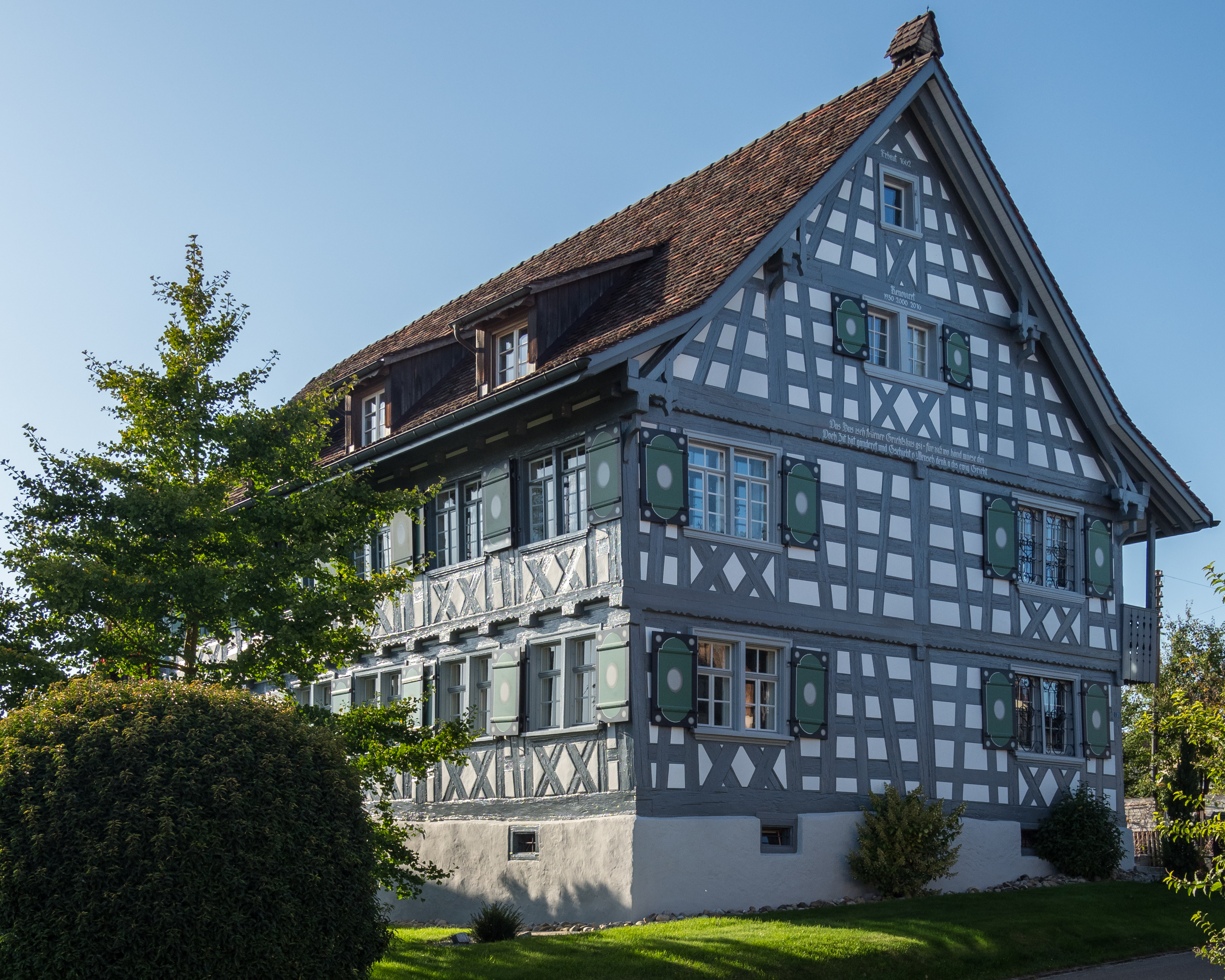
Ehemaliges Gerichtshaus

Luftbild (1954)

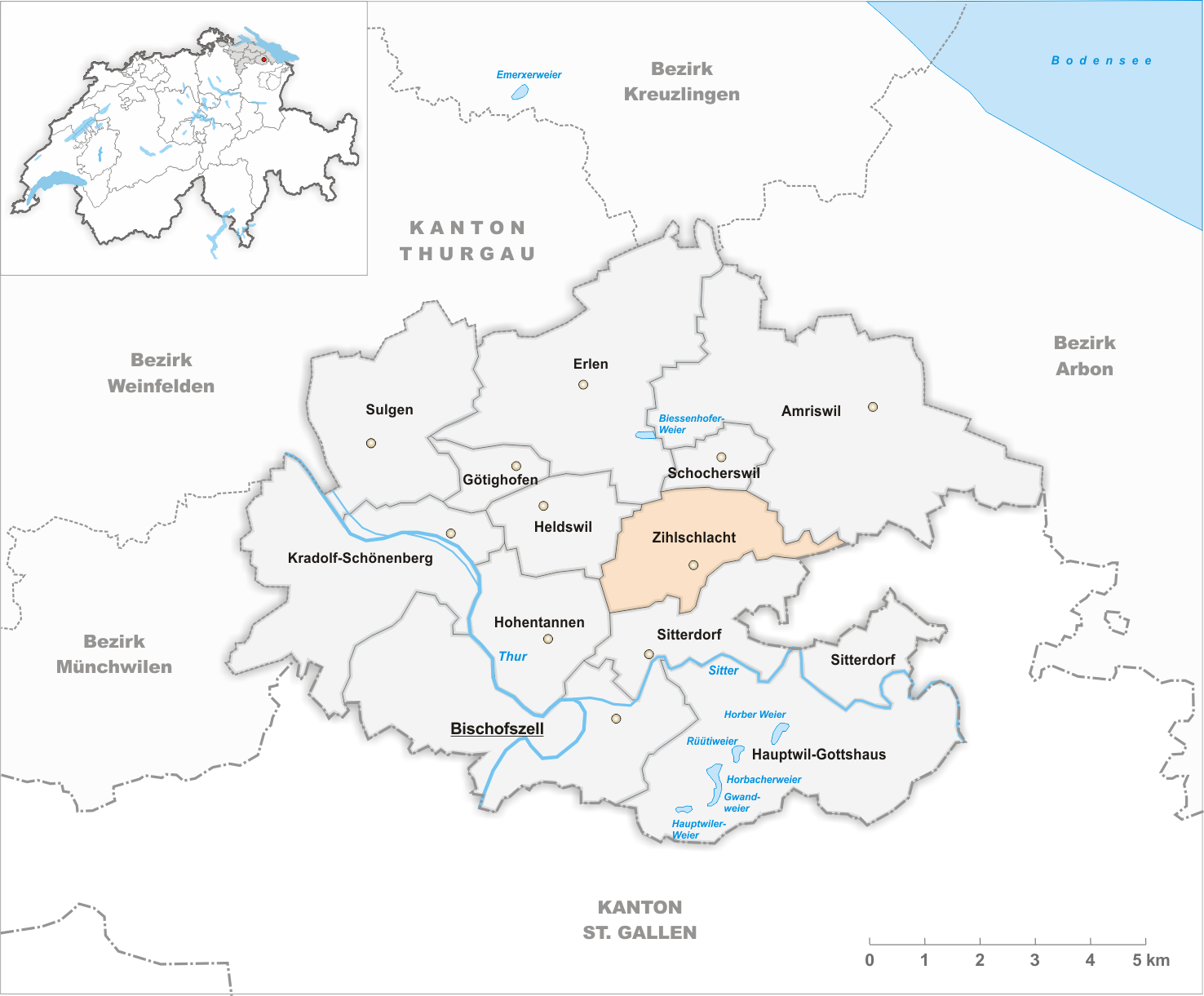
Gemeindestand vor der Fusion im Jahr 1997

Zihlschlacht wurde 817 als Zilleslata erstmals urkundlich erwähnt, als das Kloster St. Gallen von Kaiser Ludwig dem Frommen zwei Huben erhielt. Im Spätmittelalter besassen sowohl der Bischof von Konstanz als auch die Abtei St. Gallen Güter und Rechte in Zihlschlacht.
1955 schlossen sich Blidegg, Sitterdorf und Zihlschlacht zur ersten Abschlussklassen-Gemeinschaft des Kantons Thurgau zusammen. Zihlschlacht war Teil der kleinen Gerichtsherrschaft Blidegg, zu der auch Hauptwil und Degenau gehörten. Blidegg gehörte vom 14. bis 16. Jahrhundert den Ryff, ab 1561 den von Hallwyl und 1769 bis 1798 der Stadt Zürich. Zihlschlacht war 1803 bis 2010 Teil des Bezirks Bischofszell.
Ab 1529 predigte der reformierte Pfarrer von Sitterdorf in Zihlschlacht. Ab 1712 bestand eine Filiale. Die 1352 erwähnte Kapelle St. Afra wurde zur Kirche ausgebaut. Die Schule von 1650 war bis 1879 eine Gesamtschule.
Neben Korn-, Obst-, Wiesen- und Flachsbau, Milch- und Viehwirtschaft – um 1900 wurde eine Käserei erstellt – wurden auch Leinen- und Baumwollweberei betrieben und Torf gestochen. Im 19. Jahrhundert existierte eine Papierfabrik, 1880 bis 1931 eine mechanische bzw. Schifflistickerei. Die 1891 gegründete Nervenheilanstalt Friedheim wurde in eine Rehabilitationsklinik umgewandelt.
Am 1. Januar 1997 fusionierten die Ortsgemeinden Sitterdorf und Zihlschlacht mit der Munizipalgemeinde Zihlschlacht zur politischen Gemeinde Zihlschlacht-Sitterdorf.
Gleichzeitig vereinigte sich die Ortsgemeinde Schocherswil mit der Einheitsgemeinde Amriswil. Bereits 1874 wurde der Weiler Hummelberg (1900: 24 Einwohner) von der Ortsgemeinde Sitterdorf abgetrennt und der Ortsgemeinde Hohentannen zugeteilt.

## Wappen
Blasonierung: In Gelb ein steigender schwarzer Steinbock.
Der Steinbock stammt aus dem Wappen der Welter von Blidegg, die gelbe Farbe verweist auf das Kloster St. Gallen.

## Bevölkerung
|                   | 1850  | 1900  | 1950  | 1970  | 1990  | 1996  | 2000  | 2010   | 2018                   | 2023                   |
| ----------------- | ----- | ----- | ----- | ----- | ----- | ----- | ----- | ------ | ---------------------- | ---------------------- |
| Munizipalgemeinde | 1380  | 1468  | 1722  | 1567  | 2017  | 2267  |       |        |                        |                        |
| Ortsgemeinde      | 485   | 506   | 618   | 551   | 745   |       |       |        |                        |                        |
| Ortschaft         |       |       |       |       |       |       | 878   | 960    | 1311 (mit Aussenhöfen) | 1440 (mit Aussenhöfen) |
| Quelle            | [ 3 ] | [ 3 ] | [ 3 ] | [ 3 ] | [ 3 ] | [ 5 ] | [ 9 ] | [ 10 ] | [ 11 ]                 | [ 12 ]                 |

Von den insgesamt 1440 Einwohnern der Ortschaft Zihlschlacht am 31. Dezember 2023 waren 194 bzw. 13,5 % ausländische Staatsbürger. 575 (39,9 %) waren evangelisch-reformiert und 336 (23,3 %) römisch-katholisch.

## Söhne und Töchter der Gemeinde
- Johann Georg Kreis (* 2. September 1803 in Zihlschlacht; † 24. Mai 1863 ebenda), Politiker (Nationalrat) und Richter
- Bernhard Koch (* 16. Januar 1949 in Zihlschlacht), Politiker, Regierungsrat im Kanton Thurgau

## Sehenswürdigkeiten
→ siehe auch Liste der Kulturgüter in Zihlschlacht-Sitterdorf

→ siehe auch Naturschutzgebiet Hudelmoos
Das Dorf Zihlschlacht ist im Inventar der schützenswerten Ortsbilder der Schweiz aufgeführt.

## Bilder

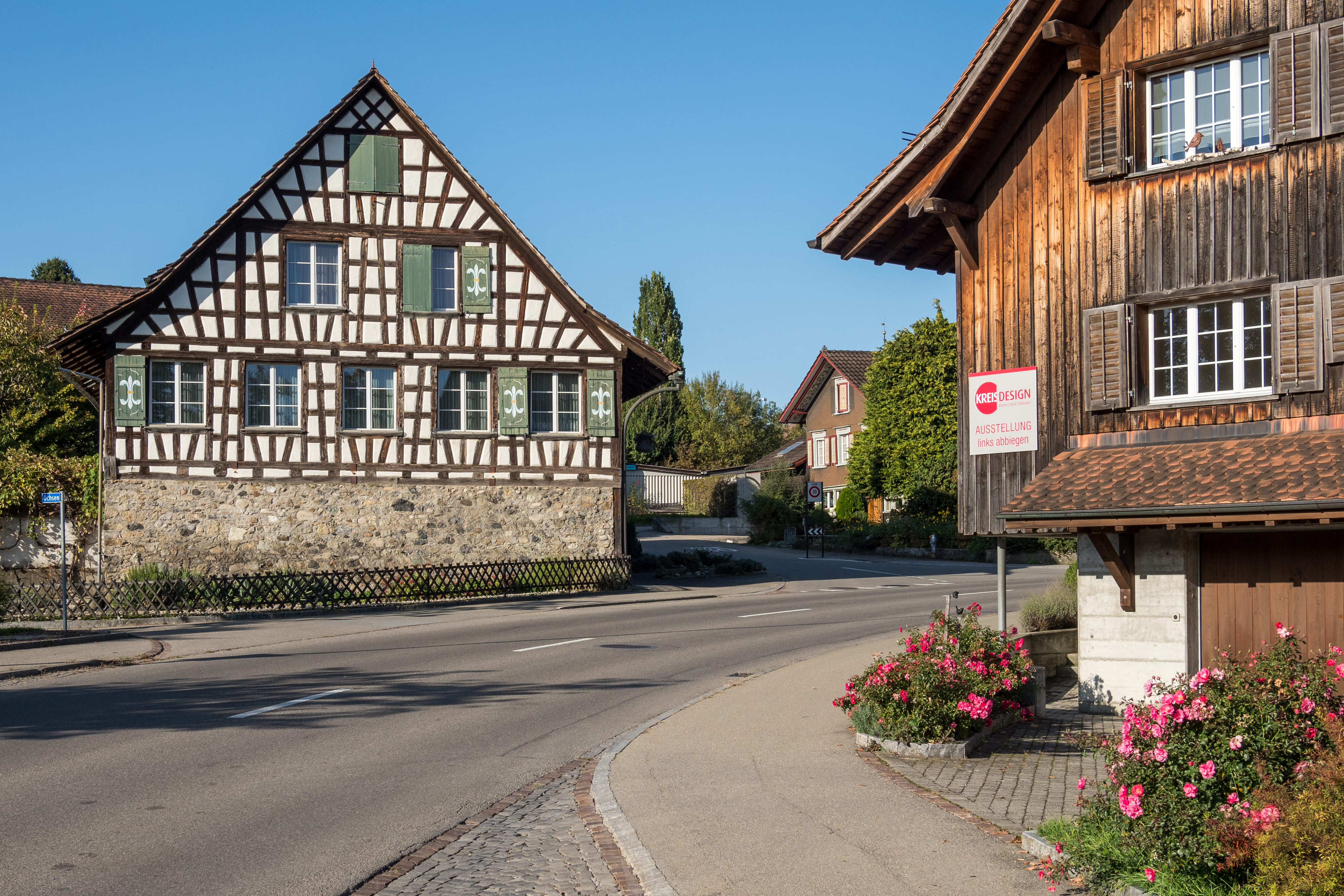
Hauptstrasse in Zihlschlacht
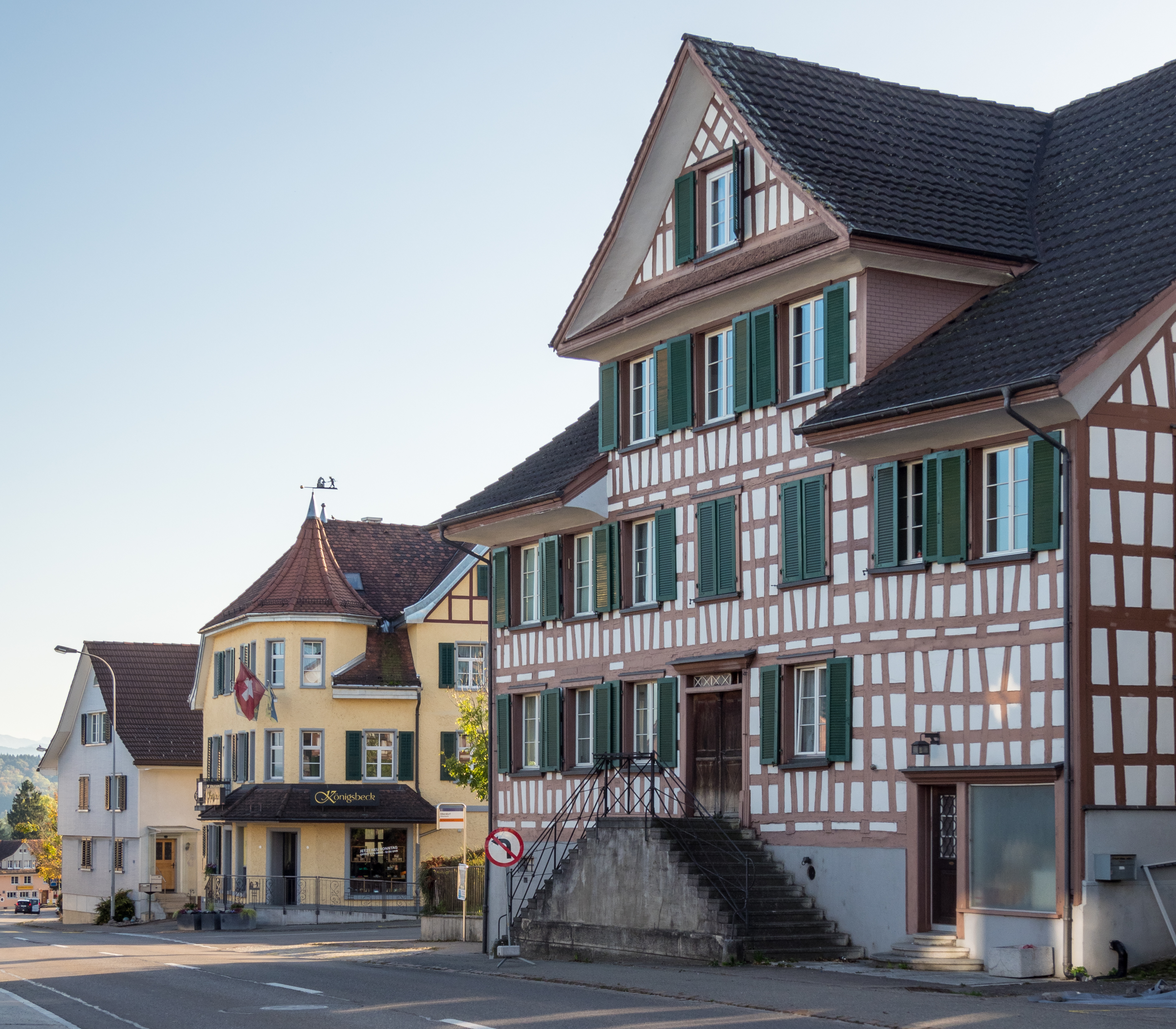
Hauptstrasse 43 und 44
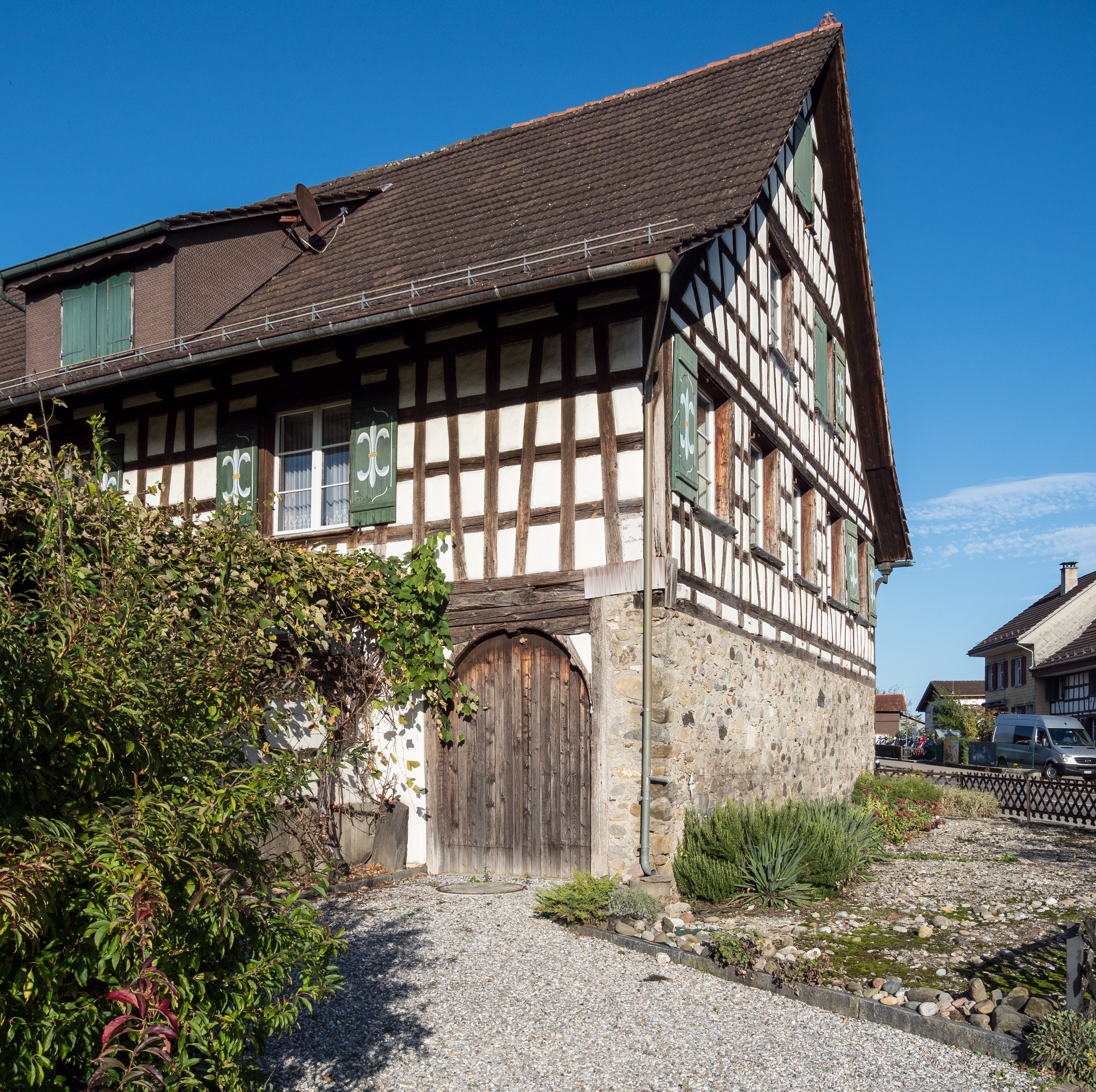
Hauptstrasse 9 aus dem Jahr 1784
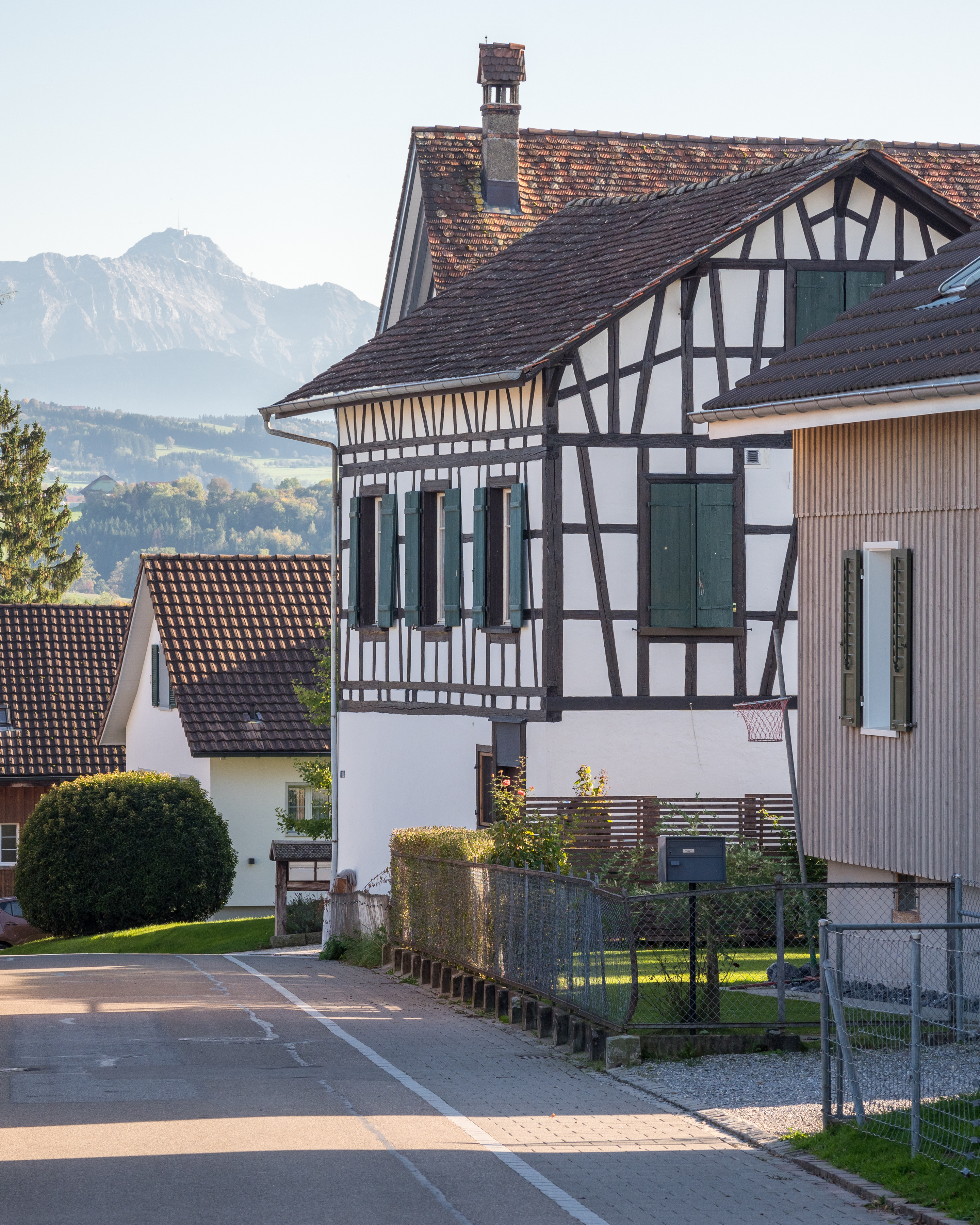
Ehem. Back- und Waschhaus Kirchgasse 13